# Пилещино
Пиле́щино (бел. Пілешчына) — деревня в составе Сластёновского сельсовета Чаусского района Могилёвской области Республики Беларусь.

## Население
- 2010 год — 100 человек